# Phê bình điện ảnh
Phê bình điện ảnh (tiếng Anh: Film criticism) là phép phân tích, đánh giá các bộ phim và phương tiện điện ảnh. Khái niệm này thường được sử dụng để thay thế các thuật ngữ như các bài đánh giá phim điện ảnh. Một bài đánh giá điện ảnh ngụ ý giống như một lời giới thiệu tới đối tượng khán giả, tuy nhiên không phải tất cả các bài phê bình điện ảnh đều có dạng đánh giá. Nói chung, phê bình điện ảnh có thể được chia làm hai loại: phê bình từ giới báo chí thường xuất hiện trong các ấn phẩm như báo viết, tạp chí hoặc các phương tiện truyền thông đại chúng khác. Loại thứ hai là phê bình hàn lâm của những nhà nghiên cứu điện ảnh, được giới thiệu dưới dạng học thuyết điện ảnh và xuất bản trong những ấn phẩm hàn lâm. Phê bình điện ảnh hàn lâm hiếm khi dưới dạng một bài đánh giá; thay vào đó nó có thể phân tích tác phẩm và vị trí của bộ phim trong lịch sử nhánh thể loại của nó, hoặc toàn bộ lịch sử điện ảnh.